# Dissorhina ornata
Dissorhina ornata är en kvalsterart som först beskrevs av Oudemans 1900.  Dissorhina ornata ingår i släktet Dissorhina och familjen Oppiidae.

## Underarter
Arten delas in i följande underarter:
- D. o. ornata
- D. o. corniculata
- D. o. globosa
- D. o. peloponnesiaca
- D. o. tunisica